# Побоїще
Побо́їще (рос. Побоище, башк. Побоище) — село у складі Кугарчинського району Башкортостану, Росія. Адміністративний центр Побоїщенської сільської ради.
Населення — 194 особи (2010; 247 в 2002).
Національний склад:
- росіяни — 100%